# 相生市立矢野川中学校
相生市立矢野川中学校（あいおいしりつ やのがわちゅうがっこう）は、兵庫県相生市若狭野町にある公立中学校。

## 沿革
- 1961年（昭和36年）4月1日 - 相生市立若狭野中学校と相生市立矢野中学校が統合し、相生市立矢野川中学校創立。
- 1963年（昭和38年）5月7日 - 新校舎へ移転し、授業開始
- 1964年（昭和39年）9月18日 - 校歌制定
- 1964年（昭和39年）9月22日 - 体育館及びプール竣工
- 2006年（平成18年）5月2日 - 学校給食が開始
- 2024年（令和6年）4月1日 - 新制服導入

## 部活動
- 野球部
- 女子ソフトテニス部
- バスケットボール部

## 校区
- 相生市立若狭野小学校
- 相生市立矢野小学校

## 校区が隣接している学校
- 相生市立那波中学校
- 赤穂市立坂越中学校
- 赤穂市立有年中学校
- 上郡町立上郡中学校
- 播磨高原広域事務組合立播磨高原東中学校
- たつの市立新宮中学校
- たつの市立龍野西中学校